# 2012–2013-as magyar labdarúgó-ligakupa (egyenes kieséses szakasz)
A 2012–2013-as magyar labdarúgó-ligakupa egyenes kieséses szakasza 2013. február 20-án kezdődött, és április 24-én ért véget, a döntővel. Az egyenes kiesés szakaszba a csoportkörből az öt csoportgyőztes, illetve a három legjobb csoportmásodik jutott tovább.

## Továbbjutott csapatok
| Csoport   | Csoportelső   | Csoportmásodik  |
| --------- | ------------- | --------------- |
| A csoport | Győri ETO     | Budapest Honvéd |
| B csoport | Pécsi MFC     | –               |
| C csoport | Videoton      | Lombard Pápa    |
| D csoport | Ferencváros   | –               |
| E csoport | Debreceni VSC | Egri FC         |

## Negyeddöntők
A negyeddöntők sorsolását 2012. december 14-én tartották.
| 1. csapat   | Össz.       | 2. csapat       | 1. mérk. | 2. mérk.    |
| ----------- | ----------- | --------------- | -------- | ----------- |
| Egri FC     | 7–4         | Győri ETO       | 4–1      | 3–3         |
| Ferencváros | 5–5 (i. g.) | Lombard Pápa    | 3–1      | 2–4 (h. u.) |
| Videoton    | 1–0         | Debreceni VSC   | 1–0      | 0–0         |
| Pécsi MFC   | 6–5         | Budapest Honvéd | 3–2      | 3–3         |

### 1. mérkőzések
| 2013. február 20. 13:00 |

| Egri FC                                   | 4–1               | Győri ETO  |
| ----------------------------------------- | ----------------- | ---------- |
| Horváth Z. 40' 45' 75' Takács 88' (öngól) | (2–0) Jegyzőkönyv | 63' Takács |

| Szentmarjay Tibor Stadion, Eger Nézőszám: 200 Játékvezető: Szabó Zsolt (magyar) |

| 2013. február 20. 16:00 |

| Ferencváros                   | 3–1               | Lombard Pápa |
| ----------------------------- | ----------------- | ------------ |
| Józsi 40' Jenner 42' Böde 50' | (2–0) Jegyzőkönyv | 57' Marić    |

| Albert Flórián Stadion, Budapest Nézőszám: 1 846 Játékvezető: Andó-Szabó Sándor (magyar) |

| 2013. február 20. 16:45 |

| Videoton                   | 1–0               | Debreceni VSC |
| -------------------------- | ----------------- | ------------- |
| Nikolics N. 62' (11-esből) | (0–0) Jegyzőkönyv |               |

| Sóstói Stadion, Székesfehérvár Nézőszám: 2 700 Játékvezető: Iványi Zoltán (magyar) |

| 2013. február 20. 17:00 |

| Pécsi MFC                  | 3–2               | Budapest Honvéd          |
| -------------------------- | ----------------- | ------------------------ |
| Grumić 8' Wittrédi 77' 89' | (1–1) Jegyzőkönyv | 33' Diarra 72' Lanzafame |

| PMFC Stadion, Pécs Nézőszám: 300 Játékvezető: Vad II. István (magyar) |

### 2. mérkőzések
| 2013. március 6. 13:30 |

| Győri ETO                              | 3–3               | Egri FC                               |
| -------------------------------------- | ----------------- | ------------------------------------- |
| Andrić 5' Kvilitaia 26' Kronaveter 79' | (2–1) Jegyzőkönyv | 36' (11-esből) Németh N. 49' 64' Koós |

| ETO Park, Győr Játékvezető: Erdős József (magyar) |

| 2013. március 6. 17:00 |

| Lombard Pápa                                   | 4–2 (h. u.)                 | Ferencváros        |
| ---------------------------------------------- | --------------------------- | ------------------ |
| Arsić 30' Orozco 64' Lagator 89' Szabó O. 118' | (1–0, 3–1, 3–2) Jegyzőkönyv | 53' Böde 93' Čukić |

| Perutz Stadion, Pápa Játékvezető: Radványi Ádám (magyar) |

| 2013. március 6. 18:00 |

| Debreceni VSC | 0–0               | Videoton |
| ------------- | ----------------- | -------- |
|               | (0–0) Jegyzőkönyv |          |

| Oláh Gábor utca, Debrecen Játékvezető: Farkas Ádám (magyar) |

| 2013. március 6. 18:00 |

| Budapest Honvéd                       | 3–3               | Pécsi MFC                               |
| ------------------------------------- | ----------------- | --------------------------------------- |
| Diarra 18' Živanović 22' Martínez 51' | (2–1) Jegyzőkönyv | 16' Koller 48' Horváth Zs. 61' Szatmári |

| Bozsik József Stadion, Budapest Játékvezető: Berger József (magyar) |

## Elődöntők
| 1. csapat | Össz. | 2. csapat   | 1. mérk. | 2. mérk. |
| --------- | ----- | ----------- | -------- | -------- |
| Egri FC   | 1–4   | Ferencváros | 1–3      | 0–1      |
| Videoton  | 5–2   | Pécsi MFC   | 3–1      | 2–1      |

### 1. mérkőzések
| 2013. március 20. 18:00 |

| Egri FC       | 1–3               | Ferencváros                     |
| ------------- | ----------------- | ------------------------------- |
| Mecinović 22' | (1–2) Jegyzőkönyv | 35' Jenner 37' Aborah 53' Čukić |

| Ligeti Stadion, Vác Játékvezető: Szabó Zsolt (magyar) |

| 2013. március 21. 17:15 |

| Videoton                                 | 3–1               | Pécsi MFC                 |
| ---------------------------------------- | ----------------- | ------------------------- |
| Paraíba 12' Mitrović 19' Nikolics N. 55' | (2–1) Jegyzőkönyv | 4' (öngól) Paulo Vinícius |

| Sóstói Stadion, Székesfehérvár Nézőszám: 1 000 Játékvezető: Iványi Zoltán (magyar) |

### 2. mérkőzések
| 2013. március 23. 18:00 |

| Ferencváros | 1–0               | Egri FC |
| ----------- | ----------------- | ------- |
| Perić 16'   | (1–0) Jegyzőkönyv |         |

| Albert Flórián Stadion, Budapest Játékvezető: Becséri Dániel (magyar) |

| 2013. március 24. 18:00 |

| Pécsi MFC  | 1–2               | Videoton                     |
| ---------- | ----------------- | ---------------------------- |
| Koller 18' | (1–0) Jegyzőkönyv | 77' Nikolics N. 90' Mitrović |

| PMFC Stadion, Pécs Játékvezető: Erdős József (magyar) |

## Döntő
| 2013. április 24. 17:30 |

| Ferencváros                                                                              | 5–1                         | Videoton                                                               |
| ---------------------------------------------------------------------------------------- | --------------------------- | ---------------------------------------------------------------------- |
| Čukić 21' 69' Jenner 27' Aborah 39' 70' 88' Somália 75' Bešić 13' Bönig 73' Leonardo 87' | (3–1) Jegyzőkönyv Részletek | 23' Mitrović 44' Álvarez 45' Vinícius 49' Juhász 51' Gomes 88' Stopira |

| Sóstói Stadion, Székesfehérvár Nézőszám: 6 200 Játékvezető: Farkas Ádám (magyar) |